# Moraea collina
Moraea collina är en irisväxtart som beskrevs av Carl Peter Thunberg. Moraea collina ingår i släktet Moraea och familjen irisväxter. Inga underarter finns listade i Catalogue of Life.

## Bildgalleri

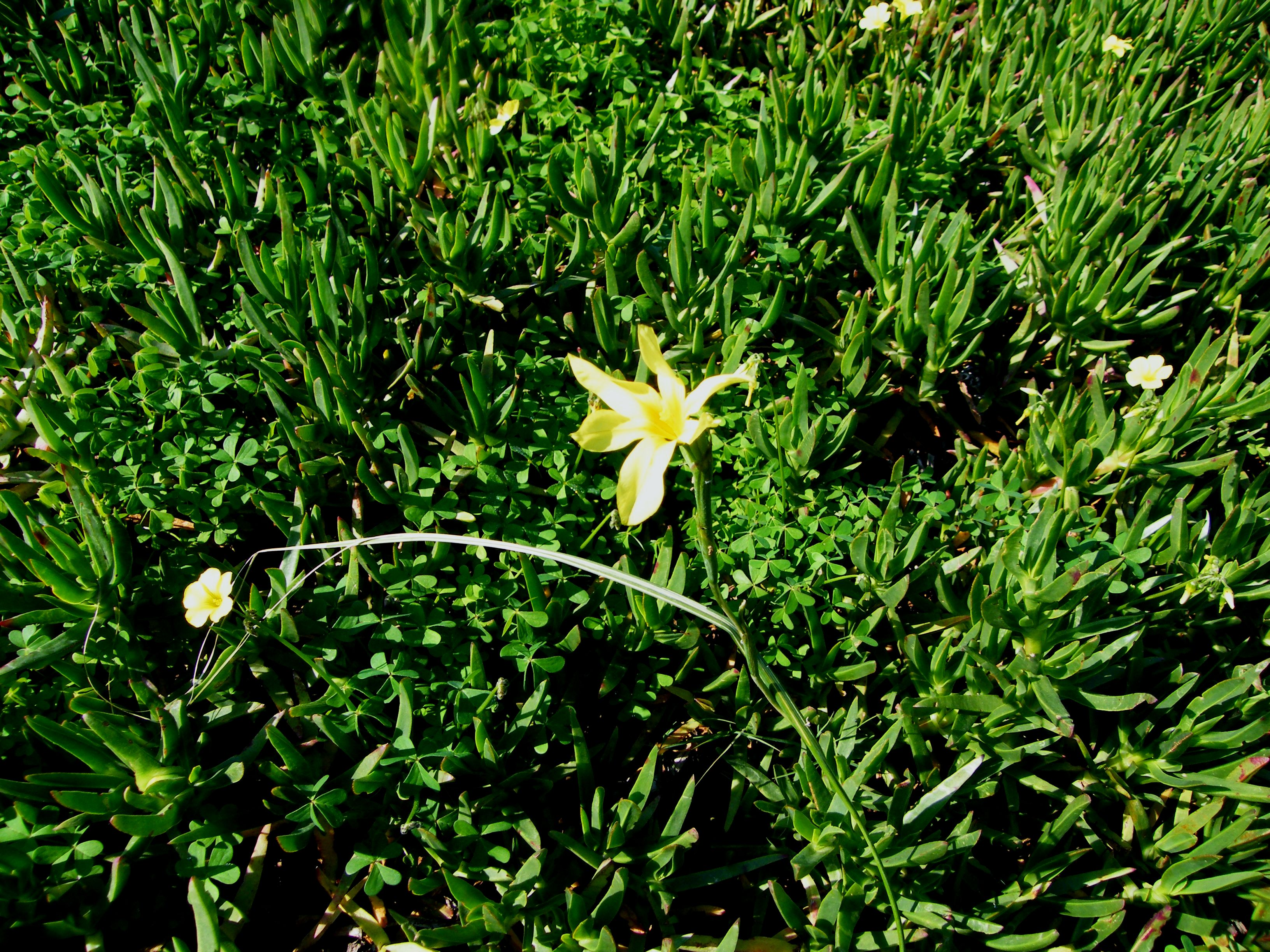